# Christian Krohg (pintor)
Christian Krohg (Cristianía (actual Oslo), 13 de agosto de 1852 - Cristianía 16 de octubre de 1925) fue un pintor, escritor y periodista noruego.

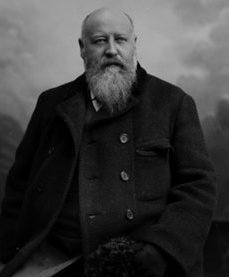
Christian Krohg. Fotografía de Martin Finborud.

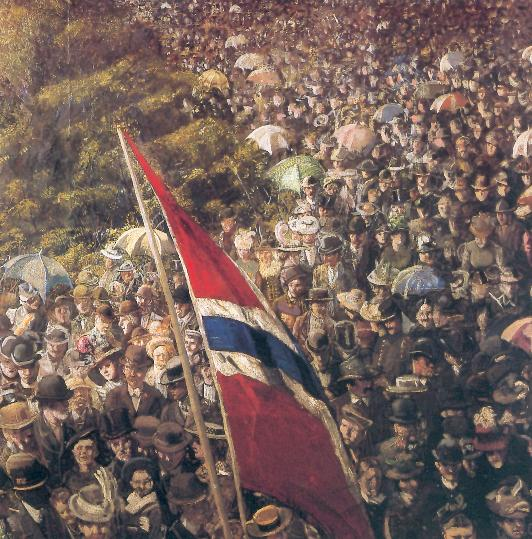
Diecisiete de mayo de 1893.

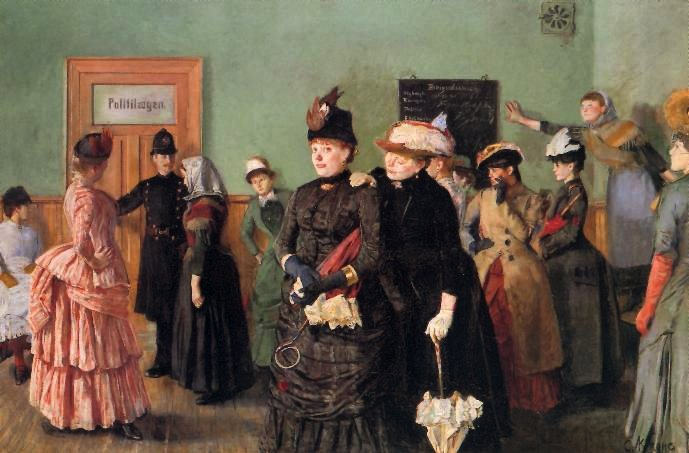
Albertine en la sala de espera del médico de la policía. Nasjonalgalleriet (Oslo).

## Vida y obra
Fue hijo del juez Georg Anton Krohg, quien a su vez era hijo del juez y político Christian Krohg, una figura importante en la redacción de la constitución de 1814. Huérfano de madre a los ocho años, Christian siguió los deseos de su padre para que estudiara leyes, a pesar de que él prefería la pintura. De modo paralelo a sus estudios de derecho, ingresó a la Escuela de Artes y Artesanías de Cristianía, en Oslo. Su padre murió en 1873 y al año siguiente Christian dejó su país para partir a Karlsruhe, Alemania, junto a su amigo Eilif Peterssen con el fin de estudiar en la Escuela Ducal de Arte de Baden. Ahí fue alumno de Hans Gude y Karl Gussow. Un año después se fue a estudiar en la academia de Berlín. En esta última ciudad conoció a Max Klinger y Georg Brandes, quienes influyeron en el desarrollo de Krohg en el naturalismo.
Su debut público sucedió en una exposición de 1876, con la obra Un adiós.
En el verano de 1879 visitó por primera vez Skagen, en Dinamarca, y pronto se convertiría en uno de los miembros más destacados de la colonia artística llamada los pintores de Skagen, visitando varias veces esa localidad.
Trabajó en París en 1881 y 1882, y ahí tuvo contacto con el movimiento impresionista, conociendo, entre otros, a Claude Monet. Regresó a la capital francesa y ahí vivió de 1901 a 1909. En 1902 fue académico de la Academia Colarossi.
De regreso a Noruega en 1909, fue profesor y director de la Academia Noruega de Arte hasta 1925. Tuvo entre sus alumnos a Edvard Munch.
Se casó en 1888 con la pintora Oda Krohg. El matrimonio tuvo un hijo, Per Krohg, quien siguió los pasos de sus padres en la pintura. Christian y Oda formaron parte de una agrupación llamada Los Bohemios de Cristianía, un movimiento artístico-político con sede en la capital noruega.
Inspirado en los ideólogos del realismo, Krohg eligió pintar principalmente escenas de la vida cotidiana, incluyendo los aspectos oscuros de esta. Son especialmente conocidas sus pinturas de prostitutas.
Su estilo fuerte y sencillo hizo de él una de las más importantes figuras de la transición del romanticismo al naturalismo, movimientos característicos del arte noruego de su época.
Colaboró en el diario Verdens Gang como periodista, entre 1890 y 1910. También fue ilustrador de una edición popular de la Heimskringla en 1899, una colección de sagas medievales de la autoría de Snorri Sturluson. 
Escribió también una novela, Albertine (1886), que trata de la vida de una prostituta. Los temas morales que aborda causaron sensación en Noruega e hicieron que Krohg fuera llamado «el artista de conciencia social». El libro fue prohibido y confiscado por la policía.